# Francisco Lasa Echarri
Francisco Lasa Echarri (Altza, 4 de juny de 1921 - Sant Sebastià, 6 d'abril de 2006) va ser un enginyer naval, empresari i polític espanyol, alcalde de Sant Sebastià entre 1974 i 1977

## Biografia
Va néixer en 1921 a Altza, un barri de Sant Sebastià que aleshores era un municipi independent. El seu pare era amo d'un taller de construcció i reparació naval a Trintxerpe. El negoci familiar es va ampliar posteriorment amb una petita flota de pesca. El jove Lassa va estudiar enginyeria naval a Madrid i va començar a exercir com a projectista naval a partir de 1945. A la mort del seu pare en 1953 fongui amb els seus germans l'empresa "José Antonio Lasa, S. a.", que es dedica a la pesca i congelació de lluç i bacallà. Són els anys del boom de la pesca del bacallà i l'empresa dels Lassa comptava amb més d'una quinzena de vaixells de pesca, i instal·lacions de congelació en el Port de Passatges. Com a projectista naval, la seva oficina va arribar a realitzar més de 1500 projectes.
Durant 12 anys Lassa va presidir el sindicat provincial dels armadors de pesca de Guipúscoa.

### Alcalde de Sant Sebastià
Lassa havia entrat com a regidor de la corporació municipal de Sant Sebastià en 1970 en representació del terç sindical. Dins de la corporació municipal Lassa va arribar a presidir la comissió d'Hisenda. A principis de febrer de 1974 es va produir el cessament de l'alcalde Felipe de Ugarte, una figura bastant impopular a la ciutat, que va ser nomenat com a governador civil d'Àlaba. Quaranta-tres dies després del cessament d'Ugarte es va nomenar finalment Lasa com el seu substitut.
A les autoritats polítiques els va costar convèncer a Lassa perquè acceptés el càrrec. La figura de Lasa, un empresari donostiarra, euskaldun i sense una vinculació especialment significativa amb el règim franquista semblava la més adequada per a calmar els ànims i governar la ciutat en uns moments políticament molt tibants. Havien passat pocs mesos des de l'atemptat d'ETA que va posar fi a la vida de Luis Carrero Blanco.
L'alcalde va realitzar gestos abans impensables en el govern municipal uns anys abans com parlar públicament en basc i a favor d'aquest idioma durant plens municipals o donar suport a la legalització de la ikurriña, bandera que el propi Lasa va hissar per primera vegada la vespra del Dia de Sant Sebastià de 1977 al balcó de l'antiga casa consistorial, després de barallar el corresponent permís a Martín Villa, Ministre de l'Interior. Aquest mateix dia, no obstant això la gent amuntegada en la plaça va cridar "Lassa dimiteix, el poble no t'admet"; i l'alcalde, decebut per l'actitud de la gent, va presentar la seva dimissió en el següent ple municipal.
El seu mandat es va veure no obstant això sobrepassat pels esdeveniments històrics i polítics que van succeir; els últims afusellaments del franquisme, la mort de Francisco Franco al novembre de 1975, l'inici de la Transició Política, els atemptats d'ETA, els estats d'excepció decretats pel Govern, etc... El propi alcalde va contar que van ser els pitjors anys de la seva vida.
Com a llegats que va deixar de la seva alcaldia cal destacar la inauguració de l'Embassament de Añarbe, que va solucionar els problemes de subministrament d'aigua a la comarca de Sant Sebastià i el projecte de construcció del Pinta del Vent, que inauguraria el seu successor uns mesos després de la seva dimissió.
En 1977 va tancar la seva etapa en la política definitivament i va tornar als seus negocis particulars.